# Leopold von Aichelburg-Labia
Leopold Freiherr von Aichelburg-Labia (* 3. April 1853 in Klagenfurt; † 12. November 1926 ebenda)  war ein österreichischer Politiker und von 1909 bis 1918 Landeshauptmann von Kärnten.
Leopold wurde als Sohn des Arztes Arnold Freiherr von Aichelburg-Bodendorf (* 12. Juli 1817; † 25. Mai 1879) und dessen Ehefrau Leopoldine geborene Edle von Gröller (* 7. Dezember 1825; † 21. September 1856) geboren. Nach dem Tod seiner Mutter 1856 übernahm seine Tante Gräfin Franziska  Labia seine Erziehung. Von ihr erbte er das Schloss Ehrental bei Klagenfurt, und ab 1884 führte er (nach der Adoption durch die Tante) den Namen Aichelburg-Labia. Franz von Aichelburg-Labia war sein Bruder. Er lebte als Privatier und verwaltete seine Besitzungen Ehrental und Gut Schönfeld bei Klagenfurt.
1887 wandte er sich der Politik zu und wurde in einer Nachwahl vom 27. Juni 1887 nach dem Mandatsverzicht von Johann Douglas Graf Thurn-Valsassina Landtagsabgeordneter der Deutschnationalen im Kärntner Landtag im Klub Verfassungstreuer Großgrundbesitz. Von 1882 bis 1909 war er Landesausschuss-Beisitzer in Gemeinde- und Schulbelangen. Im Landtag war er in der
- VI. Wahlperiode 1887–1890 – Mitglied des volkswirtschaftlichen, des Revisions- und des Verifikationsausschusses
- VII. Wahlperiode 1890–1896 –  Mitglied des volkswirtschaftlichen, des juridisch-politischen und des Revisionsausschusses sowie der Sonderausschüsse Eisenbahn und Kaiserjubiläum
- VIII. Wahlperiode 1897–1902 – Mitglied des Finanzausschusses
- IX. Wahlperiode 1903–1909 – Mitglied des Landesausschusses
- X. Wahlperiode 1909–1915 – Landeshauptmann

1909 wurde er zum Landeshauptmann ernannt.
Kurz vor dem Kriegseintritt Italiens im März 1915 rief er die Kärntner dazu auf, sich zur Verteidigung der Kärntner Grenze freiwillig zu melden, worauf sich 8.000 Mann meldeten. Unter dem Oberkommando Aichelburg-Labias besetzten die k.k. Freiwilligen Kärntner Schützen am 19. Mai die Staatsgrenze, bis sie von regulären Truppen abgelöst wurden.

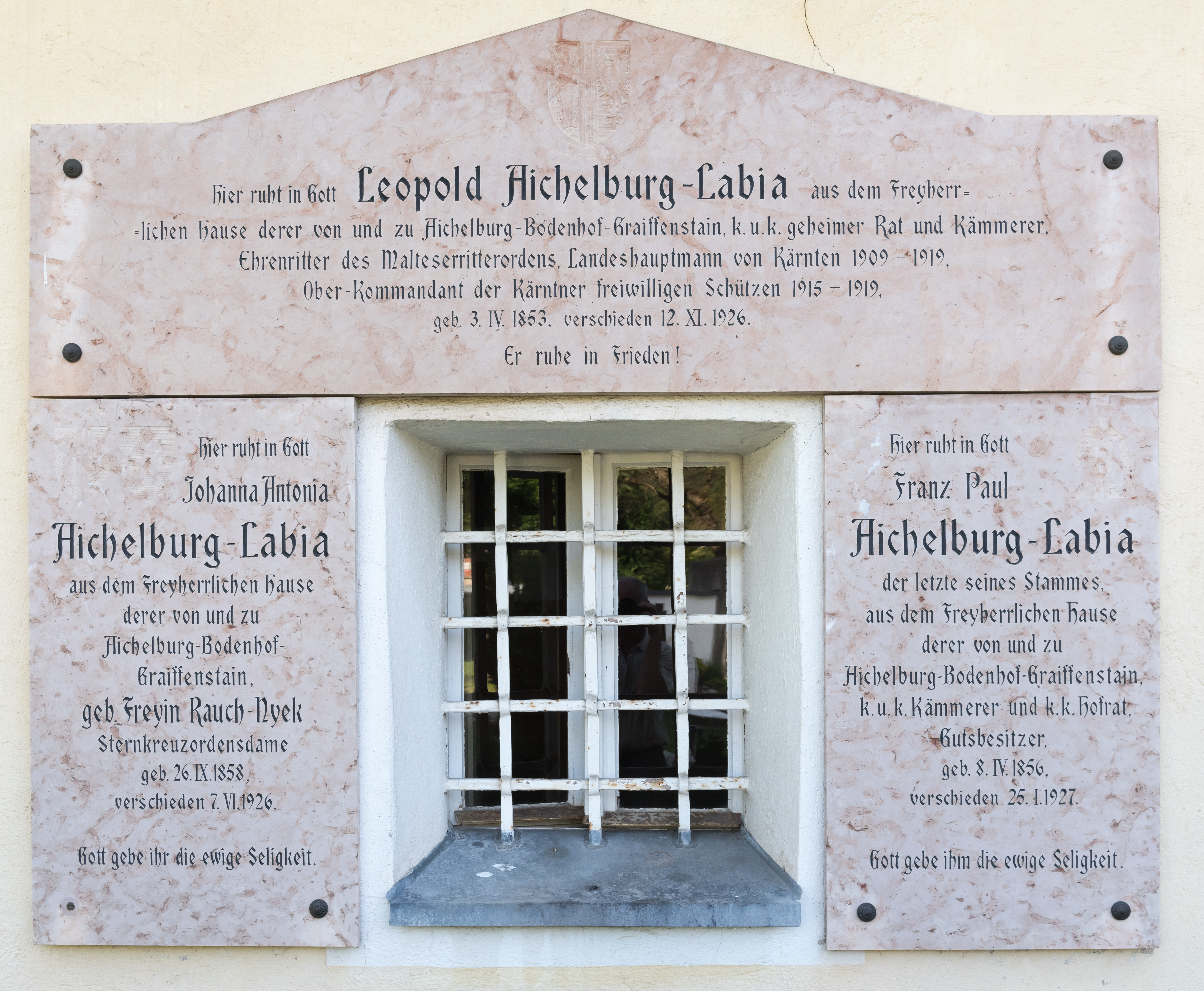
Grabstätte am Klagenfurter Friedhof Sankt Georgen am Sandhof

Mit dem Ende der Monarchie musste Aichelburg-Labia sein Amt am 11. November 1918 an Arthur Lemisch abtreten.
In seiner Pension widmete er sich wirtschaftlichen und gemeinnützigen Vereinen, besonders dem Roten Kreuz. Nach langer Zuckerkrankheit verstarb Aichelburg-Labia nach einer Beinamputation am 12. November 1926. Er wurde in der Familiengruft am Friedhof von St. Georgen am Sandhof begraben.
Leopold Freiherr von Aichelburg-Labia war der letzte von Kaiser Franz Joseph I. ernannte Landeshauptmann von Kärnten.

## Auszeichnungen
- 1882 k. u. k. Kämmerer
- 1917 kaiserlicher Geheimer Rat
- Ehrenritter des Malteserordens